# Петър Йосифов (инженер)
Петър Йосифов е български инженер и представител на пиротската емиграция в България.

## Биография
Роден е през 1870 г. в семейството на Тоша Йосифов в град Пирот в тогавашната Османска империя. Клаузите на Берлинския договор от 1878 г. отреждат областта да бъде предадена на Княжество Сърбия, което води до емиграция на пиротчани към възстановената българска държава, сред които и бъдещият инженер.

### Близо до Пирот
Семейството му се заселва в близкото до Пирот градче Цариброд. Именно в къщата на Йосифови в Цариброд отсяда „патриархът на българската литература“ Иван Вазов по време на Сръбско-българската война от 1885 г. Заедно със свои съученици Йосифов се грижи за ранени български войници в царибродската гостилница, превърната в превързочен пункт. В хода на войната през гостилницата минава дори Княз Батенберг, а там за първи път Вазов чете строфи от стихотворението „Новото гробище над Сливница“.

### Софийски период
Завършва образованието си в елитния Технически университет в Брауншвайг, където се запознава с бъдещата си съпруга, германката Анна Хен. Двамата се връщат в България през 1900 г. Към онзи момент Анна вече е художник с практика зад гърба си и се включва активно в българския културен живот, и намира топъл прием сред артистичните среди на столицата. За нуждите на семейство Йосифови арх. Пенчо Койчев построява къща до Руски паметник – един от ранните образци на стила сецесион в България.
Петър Йосифов, отбелязан като P. Iossifoff, ingénieur, е сред пиротчаните видни софийски жители, което през 1919 г. се подписват под Адрес-плебисцит с настояване Пиротско да не бъде връщано на югославската държава след Първата световна война.
Умира през 1959 г. Погребан е в Парцел 22 на Централните софийски гробища.